# 代々木国際高等学院
代々木国際高等学院（よよぎこくさいこうとうがくいん）とはかつて存在したサポート校。設置者は代々木ゼミナールと同じ学校法人高宮学園であり、東京と大阪の代ゼミの校舎内に存在していた。「新しい教育スタイル」を試み、3年時に代ゼミ本科である浪人の受験生と同様のコースが置かれていたり、代ゼミの単科授業がテキスト料金のみで受けられるという特典が有った。

## 沿革
- 1999年 開校
- 2001年 大阪校開校
- 2004年 募集停止